# Nyésta, Borsod-Abaúj-Zemplén
Nyésta este un sat în districtul Szikszó, județul Borsod-Abaúj-Zemplén, Ungaria, având o populație de 57 de locuitori (2011). 

## Demografie
Componența etnică a satului Nyésta
     Maghiari (77,78%)
     Romi (22,22%)
Componența confesională a satului Nyésta
     Romano-catolici (40,35%)
     Greco-catolici (28,07%)
     Fără religie (8,77%)
     Necunoscută (22,81%)
Conform recensământului din 2011, satul Nyésta avea 57 de locuitori. Din punct de vedere etnic, majoritatea locuitorilor (77,78%) erau maghiari, cu o minoritate de romi (22,22%). Nu există o religie majoritară, locuitorii fiind romano-catolici (40,35%), greco-catolici (28,07%) și persoane fără religie (8,77%). Pentru 22,81% din locuitori nu este cunoscută apartenența confesională.